# Šarbochův mlýn
Šarbochův mlýn je zaniklý vodní mlýn v Praze 5, který stál na Radotínském potoce. Původně patřil do katastru obce Kosoř.

## Historie
Vodní mlýn získal kolem roku 1800 tesařský mistr Johann Scharben z Blodersdorfu v Sasku; jeho syn si počeštil jméno na Jan Šarboch. Před 1. světovou válkou jej provozoval Josef Šarboch, který dal po skončení války u mlýna postavit vilu Mařenka. K Šarbochům často zajížděl jejich přítel Alois Jirásek na letní byt. Od počátku 30. let 20. století byl mlýn pronajímán. Po roce 1939 byl Josef Šarboch zatčen za ilegální držení loveckých zbraní a vězněn v koncentračním táboře.
Při rozšiřování cementárny byl roku 1958 mlýn s vilou zbořen.

## Popis
Mlýn byl zděný, přízemní, mlýnice a dům staly jako samostatné budovy kolem dvora, kterým procházela cesta. Mlýnská budova stála na jižní straně dvora a měla navíc jednu místnost s verandou. U mlýna byla později postavena vilka s věžičkou a nápisem „Vila Mařenka“ ve štítu.
Mlýn měl před zbořením zastaralou technologii. Voda k němu vedla náhonem ze západní strany. Roku 1930 měl jedno kolo na svrchní vodu, hltnost 0,126 m³/s, spád 5,2 metru a výkon 5,68 HP.